# Synolcus aurulentus
Synolcus aurulentus là một loài ruồi trong họ Asilidae. Synolcus aurulentus được Engel miêu tả năm 1929.